# Ebu, Guangdong
Ebu (kinesiska: 鹅埠) är en köping i sydöstra Kina. Den ligger i Haifeng härad i staden Shanwei i provinsen Guangdong,  omkring 180 kilometer öster om provinshuvudstaden Guangzhou. Antalet invånare är 17 183. Befolkningen består av 8 339 kvinnor och 8 844 män. Barn under 15 år utgör 22,0 %, vuxna 15-64 år 70 %, och äldre över 65 år 7,0 %.